# Schrattenbachův palác
Schrattenbachův palác je barokní palác v historickém jádru Brna, katastrální území Město Brno, ulice Kobližná, č.o. 4. V současnosti slouží jako centrální objekt Knihovny Jiřího Mahena, je také zapsán na seznamu kulturních památek.

## Historie paláce

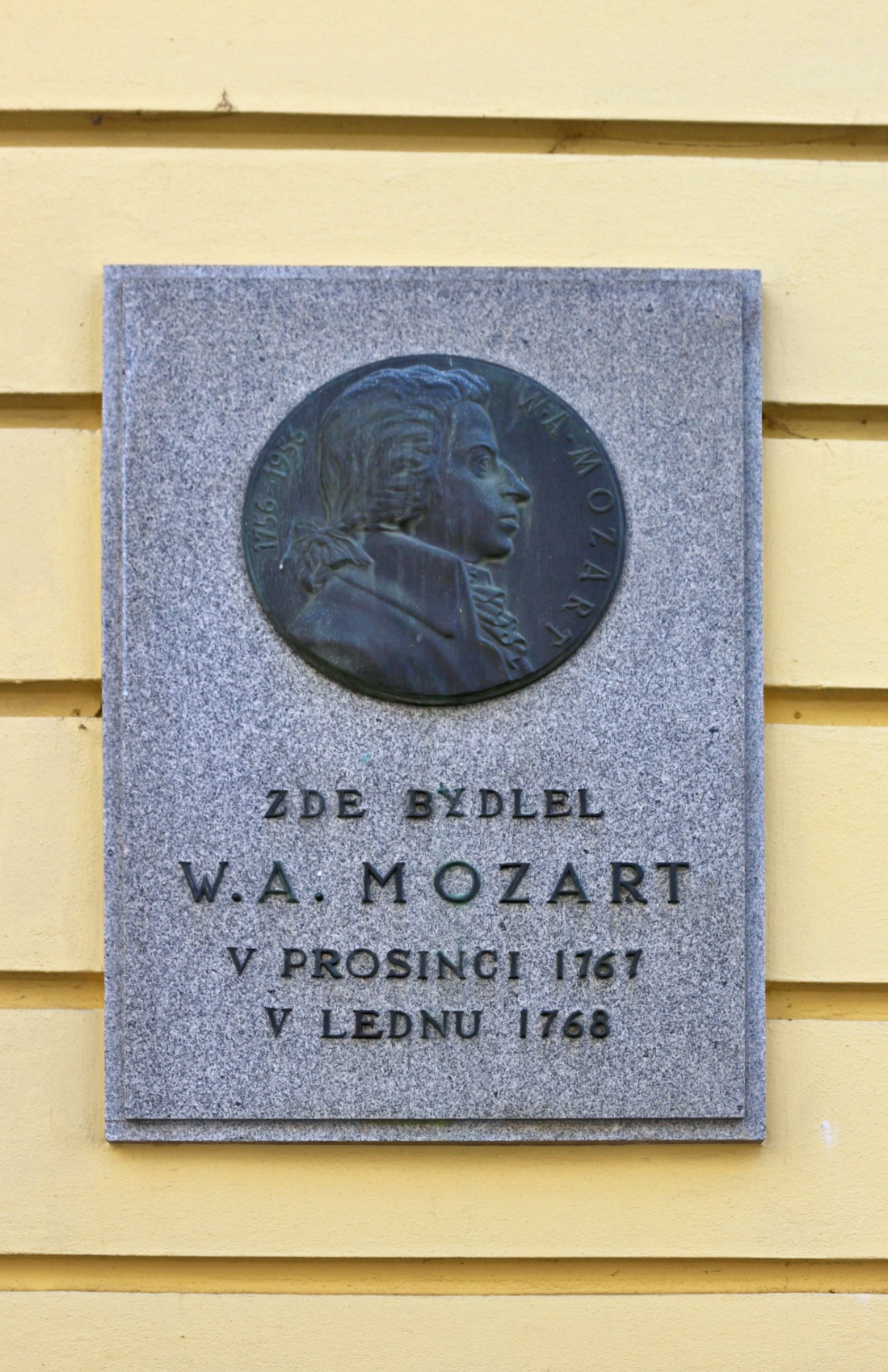
Pamětní deska W. A. Mozarta

Na místě současné stavby původně stály dva domy, které v roce 1703 odkoupila Marie Elisabeth hraběnka Breunerová a nechala na jejich místě vystavět palác podle projektu Christiana Alexandra Oedtla, představitele vídeňské moderny. Palác v roce 1725 získal olomoucký biskup kardinál Wolfgang Hannibal hrabě ze Schrattenbachu, na jehož popud objekt v letech 1735–1738 přestavěl stavitel Mořic Grimm (mj. zrealizoval druhé patro) víceméně do současné podoby.
Na přelomu let 1767 a 1768 zde strávil s rodinou Františka Antonína Schrattenbacha vánoční svátky Wolfgang Amadeus Mozart, jemuž byla v roce 1956 odhalena pamětní deska umístěná na fasádě budovy. Roku 1847 bylo přistavěno další půlpatro.
Od roku 1851 byl palác v majetku podnikatele Theodora Bauera, v té době byl částečně znehodnocen obchodním využitím. Na přelomu 19. a 20. století zde sídlila Úrazová pojišťovna pro Moravu a Slezsko, po roce 1918 Zemské vojenské velitelství Brno. Za druhé světové války byl Schrattenbachův palác poškozen a uvažovalo se o jeho zboření.
Od roku 1950 zde sídlí centrála Knihovny Jiřího Mahena, generální rekonstrukce objektu ale proběhla až po zjištění havarijního stavu konstrukcí v letech 1998–2001, kdy bylo mimo jiné zbořeno nehodnotné jižní křídlo a dvorní vestavby. Ve dvoře byla naopak instalována moderní ocelová konstrukce s ochozy a skleněným jehlanem, který dvůr zastřešuje, kde tak vznikl ústřední prostor knihovny.